# Гришаны (Витебский район)
Гришаны́ (бел. Грышаны́) — деревня в Летчанском сельсовете Витебского района Витебской области Беларуси.

## География
Является ближайшим западным пригородом Витебска. С севера и северо-востока граничит с Железнодорожным районом Витебска, с юга — с Первомайским. С северо-запада к Гришанам примыкает агрогородок Кировская. Поблизости на севере проходит автодорога Р-20 (Витебск—Полоцк). Также рядом (в 1,7 км) находится остановочный пункт «Гришаны» железнодорожной линии Витебск — Полоцк Белорусской железной дороги (Витебское отделение).

## История
До революции деревня относилась к Мишковской волости Витебского уезда. На 1906 год в ней насчитывалось 5 дворов, а земли принадлежали мещанину старообрядцу Юпатову. В деревне проживали старообрядцы. Старые захоронения сохранились на Гришано-Золотогорское кладбище в Витебске.

## Население
| 2009 | 2021 |
| ---- | ---- |
| 244  | ➘130 |